# Pierina Legnani
Pierina Legnani, född 1863, död 1930, var en italiensk ballerina. Hon tillhörde de mer berömda under sin samtid. 
Hon var engagerad vid Mariinskijbaletten 1892-1901. 